# Bedtime Stories (album của Madonna)
Bedtime Stories (tạm dịch: Chuyện giường chiếu) là album phòng thu thứ sáu của nghệ sĩ thu âm người Mỹ Madonna, phát hành ngày 25 tháng 10 năm 1994 bởi Maverick và Warner Bros. Records. Madonna đã cộng tác với nhiều nhà sản xuất khác nhau như Dallas Austin, Babyface, Dave "Jam" Hall và Nellee Hooper để tạo ra những bản thu âm mang tính thương mại hơn. Sau những phản ứng dữ dội và tác động thương mại của những dự án liên quan đến tình dục như album Erotica (1992) và cuốn sách Sex phát hành cùng năm, nữ ca sĩ quyết định chuyển đổi sang một hình tượng nhẹ nhàng hơn, bắt đầu từ đĩa đơn nhạc phim "I'll Remember" năm 1994 đã gặt hái nhiều thành công và tiếp tục phát huy với Bedtime Stories.
Bedtime Stories là một album pop được lấy cảm hứng từ những âm thanh R&B đương đại, và khám phá những chủ đề như tình yêu, nỗi buồn và sự lãng mạn như người tiền nhiệm Erotica, nhưng với một sự tiết chế, ít đề cập thẳng thắn đến vấn đề tình dục hơn. Nó được mô tả bởi nhiều nhà phê bình như là một tác phẩm "tự truyện", với đĩa đơn cuối cùng "Human Nature" giải quyết những tranh cãi xung quanh cuốn sách của cô Sex. Madonna còn hợp tác với ca sĩ kiêm nhạc sĩ người Ireland Björk trong đĩa đơn "Bedtime Story", với mong muốn khám phá âm nhạc của những câu lạc bộ ở Vương quốc Anh, nơi những thể loại như dub trở nên cực kỳ phổ biến.
Bedtime Stories nhận được những đánh giá đa phần là tích cực từ các nhà phê bình âm nhạc, trong đó họ đánh giá cao nội dung lời bài hát cũng như quá trình sản xuất album, và nhận được một đề cử giải Grammy ở hạng mục Album Pop xuất sắc nhất tại lễ trao giải thường niên lần thứ 38. Về mặt thương mại, album cũng đạt được nhiều thành công. Nó ra mắt và đạt vị trí thứ 3 trên bảng xếp hạng Billboard 200, và được chứng nhận ba đĩa Bạch kim từ Hiệp hội Công nghiệp ghi âm Mỹ (RIAA). Trên thị trường quốc tế, Bedtime Stories trở thành album quán quân thứ năm của Madonna ở Úc và lọt vào top 5 ở nhiều quốc gia khác, như Canada, Phần Lan, Pháp, Đức, Ý, New Zealand, Tây Ban Nha, Thụy Điển và Vương quốc Anh. Tính đến nay, album đã bán được hơn bảy triệu bản trên toàn cầu.
Bốn đĩa đơn đã được phát hành từ album. Đĩa đơn đầu tiên, "Secret", giúp Madonna thiết lập kỷ lục với 35 đĩa đơn liên tiếp lọt vào top 10 ở Vương quốc Anh, trong khi "Take a Bow" đạt vị trí số một trên bảng xếp hạng Billboard Hot 100 trong bảy tuần liên tiếp. Hai đĩa đơn còn lại là "Bedtime Story" và "Human Nature" đều không đạt được những thành công tương tư như những đĩa đơn trước. Để quảng bá thêm cho Bedtime Stories, Madonna đã trình diễn những bài hát trong album tại nhiều lễ trao giải lớn, bao gồm Giải thưởng Âm nhạc Mỹ năm 1995 và Giải Brit năm 1995. Một chuyến lưu diễn cũng đã được lên kế hoạch, nhưng đã không diễn ra do Madonna nhận vai chính trong bộ phim ca nhạc năm 1996, Evita.

## Tổng quan
Ban đầu, Bedtime Stories là thành quả hợp tác giữa Madonna và Shep Pettibone và có phong cách gần giống với album trước đó là Erotica (1992). Tuy nhiên, theo như mong ước của Madonna về việc làm "mềm mại" hình ảnh của cô trong mắt công chúng, cũng như sự ngưỡng mộ của cô với album Pendulum Vibe của ca sĩ Joi, cô quyết định thay đổi phong cách âm nhạc với những âm thanh thân thiện với các đài phát thanh và đậm chất R&B đương đại hơn. Cô cũng gửi lời cảm ơn đến Pettibone vì đã có sự "thấu hiểu", và đây là lần cuối cùng mà nữ ca sĩ hợp tác với ông. Cũng trong thời gian này, Madonna vẫn tiếp tục theo đuổi hình ảnh gợi cảm và khiêu khích nhưng với mức độ "dễ thở" hơn nhiều so với những năm đầu thập niên 1990 với hai video ca nhạc "Justify My Love" và "Erotica" bị cấm chiếu trên MTV và cuốn sách Sex gây nhiều tranh cãi về nội dung.
Trong khi album được cho là dễ nghe hơn và lời ca ít gây sốc hơn so với album trước, Bedtime Stories vẫn ẩn chứa sự đương đầu, thách thức của nữ ca sĩ. "Human Nature" như là một lời bình cay độc của Madonna hướng tới giới truyền thông vì cách họ đối xử với cô trong suốt thời gian trước với những lời ca như: "Tôi nói điều gì sai ư? Ôi không, tôi chẳng biết rằng mình không được phép nói về tình dục" ("Did I say something wrong? Oops, I didn't know I couldn't talk about sex"). Ngoài ra, mặc dù Madonna cũng nỗ lực làm mới hình ảnh của mình nhưng cô cũng nói rằng lúc này là một "thời kỳ trả đũa" tất cả những con người đã từng cố xâm phạm đời tư của cô và hy vọng rằng họ nên dừng lại và tập trung vào âm nhạc của cô.
Bedtime Stories là một trong số rất ít những album mà Madonna hợp tác với nhiều nhà sản xuất danh tiếng (ngoại lệ là Nile Rodgers với Like a Virgin, David Foster với Something to Remember và Timbaland, Pharrell và Nate "Danja" Hills với Hard Candy). Album có sự tham gia viết lời và sản xuất từ Dallas Austin, lúc bấy giờ đã được công chúng biết đến qua những tác phẩm hợp tác với TLC; Babyface, người đã từng làm việc với Whitney Houston và Toni Braxton; Dave Hall, nhà sản xuất đã từng tham gia vào nhiều bản hit của Mariah Carey; và nữ ca sĩ người Iceland Björk, người đồng sáng tác với Madonna bài hát cùng tên album.

## Danh sách bài hát
| STT | Nhan đề                                                      | Sáng tác                                                       | Sản xuất                                                         | Thời lượng |
| --- | ------------------------------------------------------------ | -------------------------------------------------------------- | ---------------------------------------------------------------- | ---------- |
| 1.  | "Survival"                                                   | Madonna, Dallas Austin                                         | Austin, Nellee Hooper, Madonna                                   | 3:30       |
| 2.  | "Secret1"                                                    | Madonna, Austin, Shep Pettibone                                | Madonna, Austin                                                  | 5:05       |
| 3.  | "I'd Rather Be Your Lover" (hợp tác với Meshell Ndegeocello) | Madonna, Dave Hall, Isley Brothers, Christopher Jasper         | Madonna, Hall                                                    | 4:39       |
| 4.  | "Don't Stop"                                                 | Madonna, Austin, Colin Wolfe                                   | Madonna, Austin (hỗ trợ sản xuất và phối lại bởi Daniel Abraham) | 4:38       |
| 5.  | "Inside of Me"                                               | Madonna, Hall, Hooper                                          | Hooper, Madonna                                                  | 4:11       |
| 6.  | "Human Nature"                                               | Madonna, Hall, Shawn McKenzie, Kevin McKenzie, Michael Deering | Madonna, Hall                                                    | 4:55       |
| 7.  | "Forbidden Love2"                                            | Babyface, Madonna                                              | Babyface, Hooper, Madonna                                        | 4:08       |
| 8.  | "Love Tried to Welcome Me"                                   | Madonna, Hall                                                  | Madonna, Hall                                                    | 5:22       |
| 9.  | "Sanctuary"                                                  | Madonna, Austin, Anne Preven, Scott Cutler, Herbie Hancock     | Madonna, Austin (phối lại bởi Hooper)                            | 5:02       |
| 10. | "Bedtime Story"                                              | Hooper, Björk, Marius De Vries                                 | Hooper, Madonna                                                  | 4:53       |
| 11. | "Take a Bow"                                                 | Babyface, Madonna                                              | Babyface, Madonna                                                | 5:21       |

1 Shep Pettibone được cho là đồng nhạc sĩ của ca khúc này.

2 ca khúc này khác với ca khúc cùng tên trong album năm 2005 Confessions on a Dance Floor.

## Thành phần tham gia
| - Madonna - Hát chính - Dallas Austin - trống, keyboard - Babyface - synthesizer, hát nền - Donna De Lory - hát nền - Niki Haris - hát nền - Suzie Kattayama - chỉ huy - Jessie Leavey - chỉ huy - Tommy Martin - guitar - Me'Shell NdegéOcello - bass - Colin Wolfe - bass - Jessie Leavey - đàn dây - Craig Armstrong - đàn dây trong bài "Take a Bow" | - Nhà sản xuất: Madonna, Dallas Austin, Babyface, Marius De Vries, Dave Hall, Nellee Hooper - Kỹ sư: Michael Fossenkemper, Brad Gilderman, Darin Prindle, Alvin Speights, Mark "Spike" Stent - Phối khí: Jon Gass, Daniel Abraham |

## Xếp hạng và chứng nhận
| Bảng xếp hạng (1994)                | Vị trí cao nhất |
| ----------------------------------- | --------------- |
| Album Úc (ARIA)                     | 1               |
| Album Áo (Ö3 Austria)               | 7               |
| Album Bỉ (Ultratop Wallonie)        | 29              |
| Canada (RPM)                        | 4               |
| Album Hà Lan (Album Top 100)        | 31              |
| Châu Âu (European Top 100 Albums)   | 2               |
| Phần Lan (Suomen virallinen lista)  | 2               |
| Pháp (SNEP)                         | 2               |
| Đức (Offizielle Top 100)            | 4               |
| Album Hungaria (MAHASZ)             | 7               |
| Ý (FIMI)                            | 2               |
| Nhật Bản (Oricon)                   | 9               |
| Album New Zealand (RMNZ)            | 5               |
| Bồ Đào Nha (AFP)                    | 2               |
| Album Scotland (OCC)                | 3               |
| Tây Ban Nha (PROMUSICAE)            | 5               |
| Album Thụy Điển (Sverigetopplistan) | 5               |
| Album Thụy Sĩ (Schweizer Hitparade) | 7               |
| Album Anh Quốc (OCC)                | 2               |
| Album Hoa Kỳ Billboard 200          | 3               |

| Bảng xếp hạng (1994)                     | Vị trí |
| ---------------------------------------- | ------ |
| Australian Albums (ARIA)                 | 36     |
| Canada Top Albums/CDs (RPM)              | 48     |
| Europe (European Top 100 Albums)         | 49     |
| Finnish Albums (Suomen virallinen lista) | 29     |
| French Albums (SNEP)                     | 44     |
| Italian Albums (FIMI)                    | 30     |
| Swedish Albums (Sverigetopplistan)       | 73     |
| UK Albums (OCC)                          | 24     |
| Bảng xếp hạng (1995)                     | Vị trí |
| Australian Albums (ARIA)                 | 72     |
| Austrian Albums (Ö3 Austria)             | 50     |
| Belgian Albums (Ultratop Wallonia)       | 53     |
| Canada Top Albums/CDs (RPM)              | 41     |
| Europe (European Top 100 Albums)         | 33     |
| German Albums (Offizielle Top 100)       | 25     |
| Swiss Albums (Schweizer Hitparade)       | 29     |
| US Billboard 200                         | 28     |

## Chứng nhận
| Quốc gia                                                                           | Chứng nhận  | Số đơn vị/doanh số chứng nhận |
| ---------------------------------------------------------------------------------- | ----------- | ----------------------------- |
| Argentina (CAPIF)                                                                  | Vàng        | 30.000^                       |
| Úc (ARIA)                                                                          | 2× Bạch kim | 140.000^                      |
| Áo (IFPI Áo)                                                                       | Vàng        | 25.000*                       |
| Brasil (Pro-Música Brasil)                                                         | Bạch kim    | 250.000*                      |
| Canada (Music Canada)                                                              | 2× Bạch kim | 200.000^                      |
| Pháp (SNEP)                                                                        | 2× Vàng     | 200.000*                      |
| Đức (BVMI)                                                                         | Bạch kim    | 500.000^                      |
| Tây Ban Nha (PROMUSICAE)                                                           | Bạch kim    | 100.000^                      |
| Thụy Sĩ (IFPI)                                                                     | Vàng        | 25.000^                       |
| Anh Quốc (BPI)                                                                     | Bạch kim    | 300.000^                      |
| Hoa Kỳ (RIAA)                                                                      | 3× Bạch kim | 3.000.000^                    |
| Tổng hợp                                                                           |             |                               |
| Châu Âu (IFPI)                                                                     | 2× Bạch kim | 2.000.000*                    |
| * Chứng nhận dựa theo doanh số tiêu thụ. ^ Chứng nhận dựa theo doanh số nhập hàng. |             |                               |